# Condado de Lubartów
Condado de Lubartów (polaco: powiat lubartowski) é um powiat (condado) da Polónia, na voivodia de Lublin. A sede do condado é a cidade de Lubartów. Estende-se por uma área de 1290,35 km², com 90 839 habitantes, segundo os censos de 2005, com uma densidade 70,4 hab/km².

## Divisões admistrativas
O condado possui:
Comunas urbanas: Lubartów
Comunas urbana-rurais: Kock, Ostrów Lubelski
Comunas rurais: Abramów, Firlej, Jeziorzany, Kamionka, Lubartów, Michów, Niedźwiada, Ostrówek, Serniki, Uścimów
Cidades: Lubartów, Kock, Ostrów Lubelski

## Demografia
População (dados de 30 de Junho de 2005):
|          | Total   | Total | Mulheres | Mulheres | Homens  | Homens |
| -------- | ------- | ----- | -------- | -------- | ------- | ------ |
|          | pessoas | %     | pessoas  | %        | pessoas | %      |
| Total    | 90 839  | 100   | 46 358   | 51       | 44 481  | 49     |
| Cidades  | 28 719  | 100   | 14 924   | 52       | 13 795  | 48     |
| Povoados | 62 120  | 100   | 31 434   | 50,6     | 30 686  | 49,4   |